# Sawiny Gród
Sawiny Gród (gwarowe: Savin Hrud) – przysiółek wsi Postołowo w Polsce, położony w województwie podlaskim, w powiecie hajnowskim, w gminie Hajnówka. 
6 czerwca 1942 wieś została spacyfikowana przez Niemców. Ludność wysiedlono a zabudowania spalono. 
Od 1 stycznia 1951 do 30 czerwca 1952 w granicach miasta Hajnówki.
W latach 1975–1998 przysiółek administracyjnie należał do województwa białostockiego.
Według stanu z 31 grudnia 2012 mieszkało tu 42 stałych mieszkańców.

## Religia
Prawosławni mieszkańcy wsi należą do parafii Zaśnięcia Najświętszej Maryi Panny w Dubinach, a wierni kościoła rzymskokatolickiego do parafii Podwyższenia Krzyża Świętego i św. Stanisława, Biskupa i Męczennika w Hajnówce.